# Hybos saigusai
Hybos saigusai är en tvåvingeart som beskrevs av Chvala 1985. Hybos saigusai ingår i släktet Hybos och familjen puckeldansflugor. Inga underarter finns listade i Catalogue of Life.